# 873 (numero)
Ottocentosettantatré (873) è il numero naturale dopo l'872 e prima dell'874.

## Proprietà matematiche
- È un numero dispari.
- È un numero composto con 6 divisori: 1, 3, 9, 97, 291, 873. Poiché la somma dei suoi divisori (escluso il numero stesso) è 401 < 873, è un numero difettivo.
- È un numero nontotiente in quanto dispari e diverso da 1.
- È un numero fortunato.
- È un numero malvagio.
- È un numero palindromo e un numero ondulante nel sistema posizionale a base 8 (1551) e in quello a base 15 (3D3).
- È parte delle terne pitagoriche (585, 648, 873), (873, 1164, 1455), (873, 3880, 3977), (873, 4664, 4745), (873, 14100, 14127), (873, 42336, 42345), (873, 127020, 127023), (873, 381064, 381065).

## Astronomia
- 873 Mechthild è un asteroide della fascia principale del sistema solare.
- NGC 873 è un galassia spirale della costellazione della Balena

## Astronautica
- Cosmos 873 è un satellite artificiale russo.